# Zvezni upravni organi in organizacije SFRJ
Zvezni upravni organi in organizacije Socilistične federativne republike Jugoslavije so bili:
- zvezni sekretariati
- zvezni komiteji
- zvezne uprave
- zvezni inšpektorati